# Cá voi Eden
Cá voi Eden, tên khoa học Balaenoptera edeni, là một loài động vật có vú trong họ Balaenopteridae, bộ Cetacea. Loài này được Anderson mô tả năm 1879.